# Klaus Wedemeier

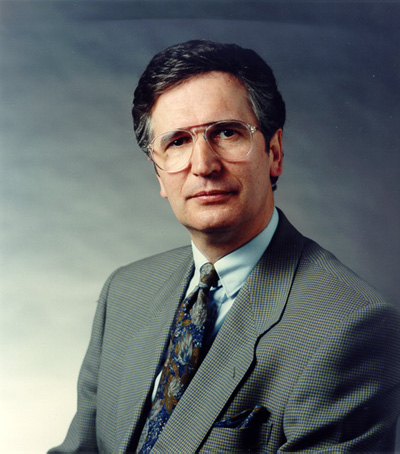
Klaus Wedemeier.

Klaus Wedemeier (nacido el 12 de enero de 1944 en Hof an der Saale) es un político alemán (SPD) y fue 5º Presidente del Senado y alcalde de la Ciudad Libre Hanseática de Bremen de 1985 a 1995 y 47.º Presidente del Bundesrat en 1993/94.